# ABN AMRO World Tennis Tournament 2021
ABN AMRO World Tennis Tournament 2021 byl tenisový turnaj pořádaný jako součást mužského okruhu ATP Tour, který se odehrával v aréně Rotterdam Ahoy na krytých dvorcích s tvrdým povrchem GreenSet. Konal se netradičně mezi 1. až 7. březnem 2021 v nizozemském Rotterdamu jako čtyřicátý osmý ročník turnaje.
Turnaj s rozpočtem 1 117 900 eur patřil do kategorie ATP Tour 500. Nejvýše nasazeným hráčem ve dvouhře byl třetí tenista světa Daniil Medveděv z Ruska. Jako poslední přímý účastník hlavní singlové soutěže nastoupil 58. hráč žebříčku, Španěl Alejandro Davidovich Fokina.
Osmý kariérní titul ve dvouhře získal Rus Andrej Rubljov. Třetí společnou deblovou trofej získali Chorvaté Nikola Mektić a Mate Pavić.

## Distribuce bodů a finančních odměn

### Distribuce bodů
| Soutěž  | vítězové | finalisté | semifinalisté | čtvrtfinalisté | 16 v kole | 32 v kole | Q  | Q2 | Q1 |
| ------- | -------- | --------- | ------------- | -------------- | --------- | --------- | -- | -- | -- |
| dvouhra | 500      | 300       | 180           | 90             | 45        | 0         | 20 | 10 | 0  |
| čtyřhra | 500      | 300       | 180           | 90             | 0         | —         | —  | —  | —  |

### Finanční odměny
| Soutěž                                      | vítězové | finalisté | semifinalisté | čtvrtfinalisté | 16 v kole | 32 v kole | Q2      | Q1      |
| ------------------------------------------- | -------- | --------- | ------------- | -------------- | --------- | --------- | ------- | ------- |
| dvouhra                                     | 89 265 € | 66 000 €  | 47 000 €      | 32 000 €       | 20 000 €  | 11 500 €  | 5 300 € | 2 800 € |
| čtyřhra                                     | 29 100 € | 22 500 €  | 16 500 €      | 11 250 €       | 7 700 €   | —         | —       | —       |
| částka v deblových soutěžích uváděna na pár |          |           |               |                |           |           |         |         |

## Mužská dvouhra

### Nasazení
| Stát                           | Hráč                  | ATP | Nasazení |
| ------------------------------ | --------------------- | --- | -------- |
| Rusko                          | Daniil Medveděv       | 3.  | 1.       |
| Řecko                          | Stefanos Tsitsipas    | 6.  | 2.       |
| Německo                        | Alexander Zverev      | 7.  | 3.       |
| Rusko                          | Andrej Rubljov        | 8.  | 4.       |
| Španělsko                      | Roberto Bautista Agut | 13. | 5.       |
| Belgie                         | David Goffin          | 15. | 6.       |
| Kanada                         | Félix Auger-Aliassime | 19. | 7.       |
| Švýcarsko                      | Stan Wawrinka         | 20. | 8.       |
| Žebříček ATP ke 22. únoru 2021 |                       |     |          |

### Jiné formy účasti
Následující hráči obdrželi divokou kartu do hlavní soutěže:
- Robin Haase
- Andy Murray
- Botic van de Zandschulp
- Alexander Zverev

Následující hráč obdržel do hlavní soutěže zvláštní výjimku:
- Jegor Gerasimov

Následující hráči postoupili z kvalifikace:
- Jérémy Chardy
- Márton Fucsovics
- Marcos Giron
- Cameron Norrie

### Odhlášení
před zahájením turnaje
- Matteo Berrettini → nahradil jej  Adrian Mannarino
- Pablo Carreño Busta → nahradil jej  Lorenzo Sonego
- Daniel Evans → nahradil jej  Nikoloz Basilašvili
- Taylor Fritz → nahradil jej  Tommy Paul
- Filip Krajinović → nahradil jej  Alejandro Davidovich Fokina
- Gaël Monfils → nahradil jej  Kei Nišikori
- Rafael Nadal → nahradil jej  Reilly Opelka
- Milos Raonic → nahradil jej  Alexandr Bublik
- Casper Ruud → nahradil jej  John Millman
- Denis Shapovalov → nahradil jej  Jan-Lennard Struff

## Mužská čtyřhra

### Nasazení
| Stát                           | Hráč                 | Stát       | Hráč              | ATP | Nasazení |
| ------------------------------ | -------------------- | ---------- | ----------------- | --- | -------- |
| Kolumbie                       | Juan Sebastián Cabal | Kolumbie   | Robert Farah      | 3.  | 1.       |
| Chorvatsko                     | Nikola Mektić        | Chorvatsko | Mate Pavić        | 8.  | 2.       |
| Nizozemsko                     | Wesley Koolhof       | Polsko     | Łukasz Kubot      | 19. | 3.       |
| Brazílie                       | Marcelo Melo         | Nizozemsko | Jean-Julien Rojer | 36. | 4.       |
| Žebříček ATP ke 22. únoru 2021 |                      |            |                   |     |          |

### Jiné formy účasti
Následující páry obdržely divokou kartu do hlavní soutěže:
- Robin Haase /  Matwé Middelkoop
- Petros Tsitsipas /  Stefanos Tsitsipas

Následující pár postoupil z kvalifikace:
- Sander Arends /  David Pel

### Odhlášení
před zahájením turnaje
- Ivan Dodig /  Filip Polášek → nahradili je  Ben McLachlan /  Kei Nišikori
- Rajeev Ram /  Joe Salisbury → nahradili je  Sander Gillé /  Joran Vliegen
- Jannik Sinner /  Stan Wawrinka → nahradili je  Dušan Lajović /  Stan Wawrinka
- Pierre-Hugues Herbert /  Nicolas Mahut → nahradili je  Pierre-Hugues Herbert /  Jan-Lennard Struff

## Přehled finále

### Mužská dvouhra
- Andrej Rubljov vs.  Márton Fucsovics, 7–6(7–4), 6–4

### Mužská čtyřhra
- Nikola Mektić / Mate Pavić vs.  Kevin Krawietz /  Horia Tecău, 7–6(9–7), 6–2